# مجدي الإبياري
مجدي الإبياري (19 يناير 1959 -) كاتب سيناريو مصري.

## حياته ونشأته
مؤلف مصري وُلِد في الدقي بالجيزة في 19 يناير 1959، هو ابن الكاتب السينمائي والمسرحي الكبير الراحل أبو السعود الإبياري، كوَّن العديد من الثنائيات الفنية مع العديد من فناني الكوميديا مثل: سمير غانم، محمد نجم، يونس شلبي، سيد زيان، سعيد صالح، وغيرهم في العديد من الأعمال الكوميدية.

## مسيرته
أبرز ما يتميز به هذا الكاتب هو إرثه للحس الفني الكوميدي في الكتابة والتأليف من أبيه الكاتب أبو السعود الإبياري، والذي كان أبدع الحوار المصري الساخر الذي يدور بين الطبقة الفقيرة والمتوسطة من الشعب بسبب جلوسه يومياً على كازينو أوبرا، من أشهر الكازينوهات المصرية قديماً، واحتكاكه من خلال ذلك بفئات الشعب البسيطة.. فسلاسة وبساطة الحوار هو أهم ما ورثه مجدي الإبياري من أبيه..
كما يميز هذا الكاتب أيضاً قدرته على الكتابة في مجالات مختلفة غير الكوميدية، كما ألف سهرة تلفزيونية تحت عنوان ((نار الانتقام)) من بطولة أحمد عبد العزيز وندى بسيوني، ومسلسل ((ح3)) والذي ما زال تحت الإعداد حتى الآن. أيضاً برع في الكتابة الصحفية من خلال عموده الأسبوعي في جريدة الميدان المصرية الأسبوعية تحت عنوان «بعلم الوصول» والذي ما زال يكتبه كل أسبوع حتى الآن.
كما شارك مجدي الإبياري في اكتشاف بعض النجوم الكبار الآن من خلال أعماله المسرحية، حيث كان يقوم بإعطائهم أدوارا في تلك المسرحيات، مثل الممثل سيد زيان والممثلة فريدة سيف النصر في أول بطولة مسرحية لهما من خلال مسرحية ((الغبي وأنا)) مع الفنان عبد الله فرغلي والفنانة زهرة العلا، والممثل محمد هنيدي الذي أشركه في مسرحيات (ضحك ولعب ومزيكا) مع صلاح قابيل وليلى طاهر و ((عائلة الفك المفترس)) مع محمود الجندي وسوسن بدر، وحنان ترك في مسرحية ((ضحك ولعب ومزيكا)) أيضاً و ((خللي بالك من عيالك)) مع عبد المنعم مدبولي، ومحمد سعد في مسرحية «زكي غبي جداً» مع علي الحجار وميمي جمال، وهاني رمزي في مسلسل ((عوضين وإمبراطورية عين)) مع سمير غانم، والراحل علاء ولي الدين في مسرحيات محروس صائد الرؤوس مع سمير غانم و ((خللي بالك من عيالك)) أيضاً وفيلم ((غبي على الزيرو)) مع يونس شلبي، وسماح أنور في مسرحية حضرات السادة العيال مع يحيى الفخراني، وأحمد آدم في مسرحية بندق بيه مع محمد عوض، وحنان شوقي في مسرحية الحرامية أهم مع سمير غانم، وأخيراً شمس في مسرحية الواد ضبش عامل لبش.
أبدع العديد من الشخصيات المسرحية الشهيرة، لعل أشهرها شخصية ((عبد السميع اللميع)) الذي قام بأدائها سمير غانم في مسرحية الأستاذ مزيكا.

## أعماله

### مسرحيات
- الأستاذ مزيكا
- الغبي وأنا
- حكاية الواد عباس الكناس
- أولاد دراكولا
- الرجا إنقاذ عبد المتجلي
- الواد النمس
- محروس صائد الرؤوس
- 3 فرخات وديك
- أصل وخمسة
- الحرامية أهم
- صدق أو لا تصدق
- إيه اللي حصل في شهر العسل؟
- حضرات السادة العيال
- افتح المحضر
- بابانا عاوز كدة
- بندق بيه
- عسل وسكر
- عفواً زوجتي العزيزة
- محدش يكلم لولو
- ممنوع الكدب
- عائلة الفك المفترس
- ضحك ولعب ومزيكا
- خللي بالك من عيالك
- عيب يا محترم
- إتنين في الهوا
- الترباس (1995)
- تيجي نلعبها (1995)
- دربكة همبكة (1999)
- الواد ضبش عامل لبش (2000)

### مسلسلات
- اللي معاه قرش (1985)
- حكايات مستر أيوب ومسز عنايات (1996)
- عوضين وإمبراطورية عين (1997)
- قط وفار فايف ستار (1999)
- إحنا نروح القسم (2001)
- إنسى اللي فات يا فرحات (2002)
- حدث في الهرم (2006)
- حاسبوا منه (2007)
- حكايات البنات (2008)
- حضرة الضابط أخي (2010)

### أفلام
- المليونيرة الحافية (1987)
- غبي على الزيرو (1993)

### سهرات تلفزيونية
- وتعمل أكتر من كدة
- محدش يقرب منه (2002)
- الغبي وأبي (2002)
- نار الانتقام (2004)

### فوازير رمضانية
- النمرة كام (1994)
- حكايات شقية